# Partidul Național Liberal
Die Partidul Național Liberal (PNL) (deutsch Nationalliberale Partei) ist eine liberal-konservative und sozialkonservative Partei in Rumänien.
Gemeinsam mit den Christdemokraten (PNȚ-CD) stellt die PNL die historische Verknüpfung des gegenwärtigen Rumänien zu der Zeit vor 1947 dar (zuvor Königreich Rumänien). Durch die Fusion mit der Partidul Democrat Liberal (PD-L) 2014 wurde die PNL die führende Partei des Mitte-rechts-Spektrums in Rumänien. Zugleich wechselte sie von der liberalen Parteienfamilie zur christdemokratisch-konservativen Europäischen Volkspartei (EVP). Zusammen mit der Partidul Social Democrat (PSD; Sozialdemokratische Partei) war die PNL 2024 eine der beiden größten Parteien im rumänischen Parlament. Nach den Parlamentswahlen im Dezember 2024 ist die Partei die drittgrößte im Parlament.

## Geschichte 1875–1947
Die Wurzeln des politischen Liberalismus reichen in Rumänien wie in den meisten europäischen Staaten bis in die 1840er-Jahre zurück. Als Gründungsdatum der PNL wird 1875 angegeben. Erster Vorsitzender war Ion C. Brătianu, der von 1876 bis 1888 auch rumänischer Ministerpräsident war. Von 1892 bis 1909 war Dimitrie Alexandru Sturdza Vorsitzender der PNL. Er war in dieser Zeit auch mehrmals Regierungschef.
Ion I. C. Brătianu („Ionel“), der Sohn des Parteigründers, führte die PNL von 1909 bis 1927 und ist damit der am längsten amtierende Parteichef in der Geschichte der Nationalliberalen. Zudem war er 1909–11, 1914–18, 1918–19, 1922–26 sowie für mehrere Monate im Jahr 1927 Premierminister Rumäniens. Auch Ionels Brüder Vintilă (Premier 1927–28) und Dinu Brătianu waren 1927–30 bzw. 1934–47 Parteivorsitzende, doch bereits 1930 hatte sich die Partei gespalten. Auf Vintilă Brătianu war zunächst Ion Duca als Parteichef gefolgt. Daraufhin gründete Ionels Sohn Gheorge mit einem Teil des rechtsnationalistisch-profaschistischen Parteiflügels der sogenannten „Jungliberalen“ seine eigene Splitterpartei, die er Nationalliberale Partei Brătianu (Partidul Național Liberal–Brătianu) nannte und die 1938 verboten wurde, als König Carol II. eine Ein-Parteien-Diktatur errichtete. Ein anderer Flügel unter dem Generalsekretär der Partei, Gheorghe Tătărescu (Premier 1934–37 und 1939–40), spaltete sich 1938 ab und schloss sich zunächst der fortan einzigen offiziell zugelassenen Einheitspartei, der „Front der Nationalen Wiedergeburt“ (Frontul Renașterii Naționale) an. Neuer Generalsekretär wurde Bebe Brătianu.

### Wahlergebnisse 1919–1937

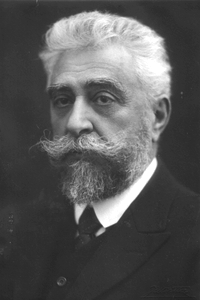
Ion I. C. Brătianu

Bei den Wahlen in Großrumänien seit 1919 war die Partidul Național Liberal wechselnd erfolgreich und konnte bis 1940 mehrfach die Regierung stellen. Bei der Wahl zur Abgeordnetenkammer erreichte sie folgende Ergebnisse:
| Wahl | Mandate (von)  |
| ---- | -------------- |
| 1919 | 103 (568)      |
| 1920 | 7 (369)        |
| 1922 | 227 (387)      |
| 1926 | 16 (387)       |
| 1926 | 318 (387)      |
| 1928 | 13 (386)       |
| 1931 | 12 (387)       |
| 1932 | 14 + 28 (387)  |
| 1933 | 10 + 300 (387) |
| 1937 | 16 + 152 (387) |

1922 wurde auch ein deutscher Abgeordneter (Peter Mutschler) und 1927 zwei Abgeordnete (Michael Kausch und Konstantin Roduner) sowie ein Senator (Andreas Widmer) für die PNL gewählt.

### Entwicklung 1943–1948
In der Illegalität schlossen sich Nationalliberale, Bauernpartei (PNȚ), Sozialdemokraten und Kommunisten 1943 zum „Nationaldemokratischen Block“ zusammen. Gemeinsam unterstützten sie den Staatsstreich König Michaels I. im August 1944, durch den der mit Nazideutschland verbündete Diktator Ion Antonescu abgesetzt wurde und Rumänien aus den Achsenmächten ausschied. Versuche, in der unmittelbaren Nachkriegszeit gemeinsam mit Rumäniens Christ- und Sozialdemokraten einen Neuanfang zustande zu bringen, scheiterten am kommunistischen Machtanspruch, aber auch an der Spaltung der Nationalliberalen in zwei rivalisierende Parteien um Brătianu und Tătărescu. Tătărescu hatte inzwischen seine eigene Nationalliberale Partei als Partidul Național Liberal-Tătărescu gegründet, seine Anhänger wurden aus der Brătianu-Partei ausgeschlossen. Im Gegensatz zu Tătărescu schloss sich Brătianu 1945 der kommunistisch geführten Koalitionsregierung von Petru Groza nicht an, während Tătărescu sowie seine Parteifreunde Dumitru Alimănișteanu und Petre Bejan Minister wurden (später Tătărescu mit Alexandru Alexandrini, Ion Vântu und Radu Roșculeț). Zwar trat 1946 mit Mihail Romniceanu doch nochmal ein Parteifreund Brătianus in die Regierung ein, bei den Wahlen im November 1946 wurde die Brătianu-Partei jedoch von der Tătărescu-Partei geschlagen und 1947 verboten. Im November 1947 wurde allerdings auch die Tătărescu-Partei aus der Regierung gedrängt und löste sich im Januar 1948 formal auf. Eine von Petre Bejan 1948 neugegründete Partei wurde zwar zugelassen, blieb jedoch bedeutungslos und wurde Ende 1948 (nach anderen Angaben 1950) ebenfalls aufgelöst. Führende PNL-Mitglieder wurden verfolgt, ins Sighet-Gefängnis verbracht, zu Zwangsarbeit (z. B. Donaukanal) verurteilt oder schafften es, ins Exil zu fliehen.

## Neugründung in den 1990er-Jahren

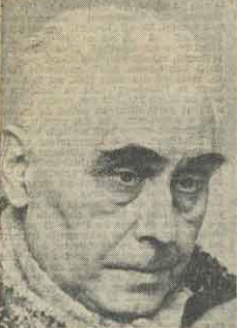
Radu Câmpeanu

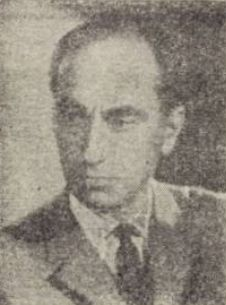
Mircea Ionescu-Quintus

Nach dem Ende der kommunistischen Herrschaft wurde die PNL 1990 wiedergegründet. Bei den ersten freien Wahlen im Mai 1990 kam der Präsidentschaftskandidat der PNL, Radu Câmpeanu, auf 10,6 % der Stimmen. Bei der gleichzeitigen Parlamentswahl erhielt die PNL sogar nur 6,4 % und 29 der 395 Sitze in der Deputiertenkammer. Hingegen gewann die aus der aufgelösten Kommunistischen Partei (PCR) hervorgegangene „Nationale Rettungsfront“ (FSN) eine Zwei-Drittel-Mehrheit.
Als Gegenpol zur dominanten FSN bildete die PNL im Jahr darauf mit der anderen neu-alten Partei, der christdemokratischen PNȚ-CD, das Wahlbündnis Convenția Democrată Română (CDR; „Rumänische demokratische Konvention“). Die CDR unterlag zwar 1992 erneut den inzwischen als „Demokratische nationale Rettungsfront“ auftretenden Post-Kommunisten des Präsidenten Ion Iliescu, legte aber auf zusammen rund 20 % zu. Bei den Wahlen 1996 siegte die CDR: Emil Constantinescu (ein Christdemokrat) wurde Staatspräsident und die CDR wurde mit 30,2 % stärkste Kraft im Parlament. Anschließend stellte sie von 1996 bis 2000 gemeinsam mit der Partidul Democrat (PD, reformorientierte Post-Kommunisten) und der Ungarnpartei UDMR die Regierung.
Nach einem ernüchternden Zerfallsprozess Mitte der 1990er-Jahre (z. B. Gründung der Partidul Liberal 1993 um Dinu Patriciu) gelang den Nationalliberalen nach 2000 unter der Führung von Valeriu Stoica (und später Theodor Stolojan) durch viele Fusionen mit ehemaligen Abspaltungen und anderen Kleinparteien eine signifikante Festigung. Die PNL wurde 1999 als Vollmitglied in die Liberale Internationale (LI) aufgenommen.

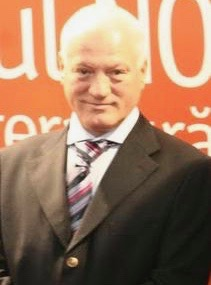
Valeriu Stoica

Zu den Wahlen im Jahr 2000 verließ die PNL das CDR-Bündnis mit den Christdemokraten und trat alleine an. Sie kam nur auf rund 7 % bei der Parlamentswahl, ihr Präsidentschaftskandidat Theodor Stolojan erhielt 11,8 %. Anschließend war sie wieder in der Opposition. Durch das Verschwinden der christdemokratischen PNȚ-CD in der politischen Bedeutungslosigkeit war die PNL die einzig verbliebene „historische“ Mitte-rechts-Partei von Bedeutung. Dieser Zustand endete durch die Neuorientierung der post-kommunistischen PD als christdemokratische und liberalkonservative Mitte-rechts-Partei um 2005.
Erläuterungen der Grafik

Grafik über die Entwicklung liberaler Parteien in Rumänien (1990–2005)

- ACL = Alianța Civic Liberală (Bürgerlich-Liberale Allianz)
- ApR = Alianța pentru România (Allianz für Rumänien)
- ANL = Alianța Național Liberală (National-Liberale Allianz)
- ALDE = Alianța Liberalilor şi Democraților (Allianz der Liberalen und Demokraten)
- NPL = Noul Partid Liberal (Neue Liberale Partei)
- PAC = Partidul Alianței Civice (Partei der Bürgerallianz)
- PAR = Partidul Alternativa României (Partei Rumäniens Alternative)
- PC = Partidul Conservator (Konservative Partei)
- PL'93 = Partidul Liberal 1993 (Liberale Partei 1993)
- PD-L = Partidul Democrat Liberal (Demokratische Liberale Partei)
- PLD = Partidul Liberal Democrat (Liberale Demokratische Partei)
- PNL = Partidul Național Liberal (National-Liberale Partei)
- PNL-AT = Partidul Național Liberal – Aripa Tânără (National-Liberale Partei – Junger Flügel)
- PNL-CD = Partidul Național Liberal – Convenția Democrată (National-Liberale Partei – Demokratische Konvention)
- PNL-C = Partidul Național Liberal-Câmpeanu (National-Liberale Partei-Câmpeanu)
- PSL = Partidul Socialist Liberal (Sozialistisch-Liberale Partei)
- PUR = Partidul Umanist din România (Humanistische Partei von Rumänien)
- PUR-SL = Partidul Umanist din România – Social Liberal (Humanistische Partei von Rumänien – Sozialliberal)
- UFD = Uniunea Forțelor de Dreapta (Union der Rechten Kräfte)

## Allianz D.A. und Regierung 2004–2008

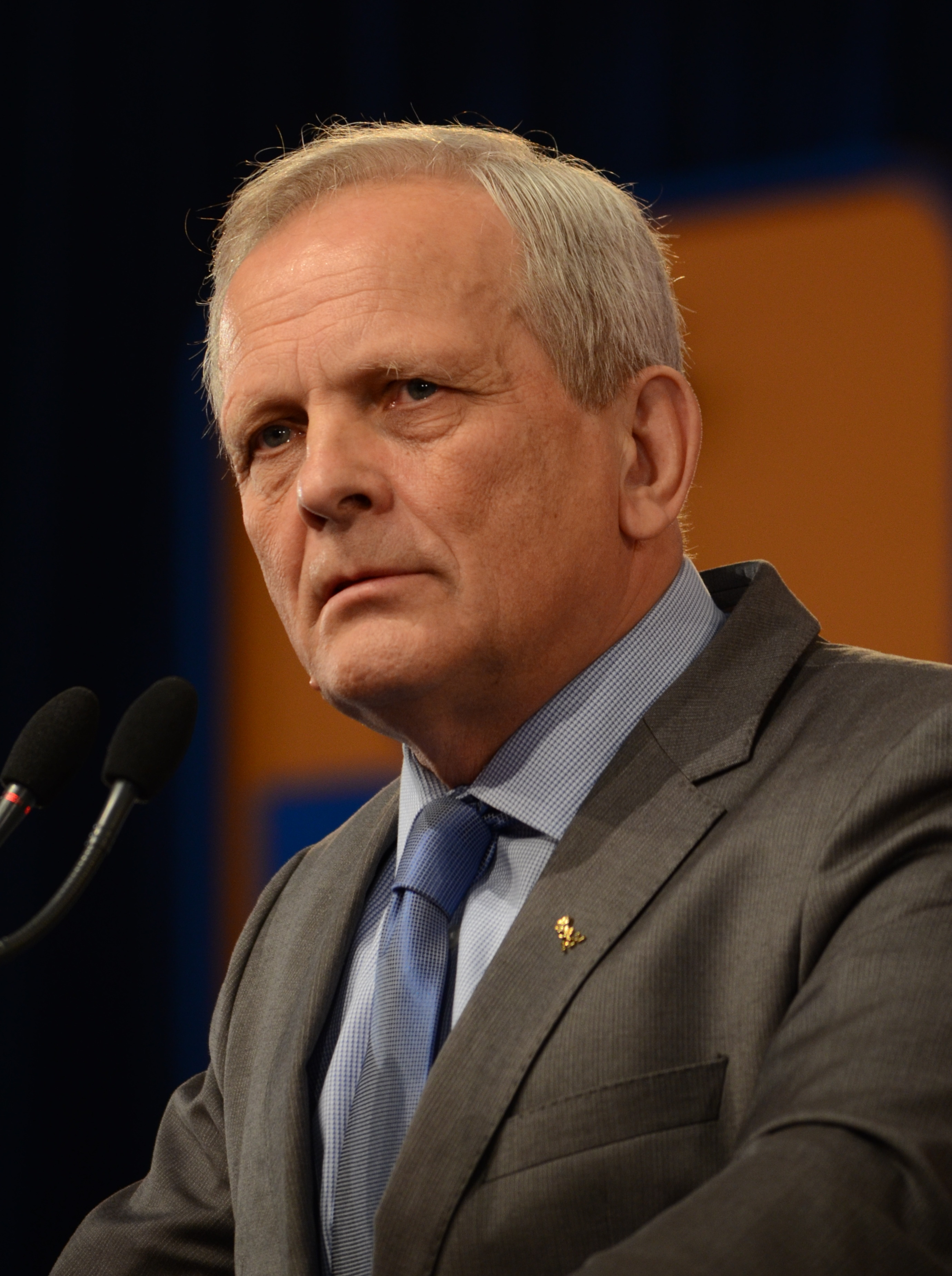
Theodor Stolojan

Nach vier Jahren Regierung der post-kommunistischen PSD unter Adrian Năstase trat die PNL 2004 in einem Bündnis mit der PD an (die ebenfalls aus ehemaligen Kommunisten bestand, aber stärker reformorientiert als die PSD war). Dieses nannte sich „Allianz für Gerechtigkeit und Wahrheit“ (Alianța Dreptate și Adevăr, kurz D.A.). Die PD, die damals noch zur sozialdemokratischen Parteienfamilie gehörte, wurde von der Sozialistischen Internationale (SI) scharf für ihr Bündnis mit der rechts der Mitte positionierten PNL kritisiert. Dies hatte zu Spekulationen geführt, die beiden Parteien könnten fusionieren und als eine liberale Bewegung fortbestehen. Auch über einer Annäherung an die Europäische Volkspartei (EVP, Christdemokraten) wurde viel spekuliert. Viele Kommentatoren sahen den Fortbestand der Allianz nach der Ablösung Theodor Stolojan als Vorsitzender der PNL durch Călin Popescu-Tăriceanu im Herbst 2004 gefährdet, weil vor allem die beiden Parteichefs (also Stolojan und Traian Băsescu) Garanten für die Stabilität des Bündnisses waren.

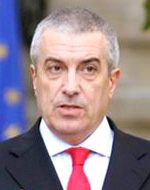
Călin Popescu-Tăriceanu

Die Allianz bestand jedoch fort und der Kandidat der D.A. Traian Băsescu (PD) wurde im zweiten Wahlgang zum Staatspräsidenten gewählt. Im Parlament wurde die Allianz mit 31,3 % nur zweitstärkste Kraft hinter „Nationalen Union“ aus PSD und PUR. Nach der Wahl wechselte die PUR jedoch die Seiten und verschaffte der D.A. gemeinsam mit der Partei der ungarischen Volksgruppe UDMR eine Mehrheit. Der Nationalliberale Călin Popescu-Tăriceanu wurde Premierminister und blieb dies bis 2008.
Nachdem im Herbst 2005 die von der Konservativen Partei (PC) – früher „Humanistische Partei Rumäniens“ – gewünschte Aufnahme in die Reihen der EVP gescheitert war und sich die EU-Parlamentsbeobachter der PC ebenso wie jene der PNL den liberalen EU-Parlamentariern (ALDE) anschlossen, wurde eine Fusion der PC mit der PNL diskutiert, die jedoch nicht zustande kam.
Nach Konflikten über eine eventuelle Fusion der PNL mit der PD, über den Austritt aus den internationalen liberalen Dachverbänden und einen möglichen Anschluss an die Europäische Volkspartei, wurden die Ex-Parteivorsitzenden Valeriu Stoica und Theodor Stolojan wegen parteischädigenden Verhaltens 2006 aus der liberalen Partei ausgeschlossen. Gemeinsam mit gleichgesinnten Ex-PNL-Mitgliedern gründeten die beiden Politiker im Dezember 2006 die „Liberal-Demokratische Partei“ (Partidul Liberal Democrat – PLD).
2007 vollzog sich die sich bereits seit längerer Zeit andeutende Auflösung der Demokratischen Allianz; die PD und die PLD gingen in die Opposition und vereinigten sich Ende 2007 zur Partidul Democrat Liberal (PD-L). Die PNL führte daraufhin eine Minderheitsregierung zusammen mit der Ungarnpartei UDMR, die zusammen nur über ein Viertel der Parlamentssitze verfügte, stillschweigend jedoch von den Sozialdemokraten (PSD) toleriert wurde.

## In der Opposition 2008–12
Bei den Parlamentswahlen 2008 konnte die PNL die Zahl ihrer Abgeordneten zwar leicht erhöhen; da sich die PD-L und die PSD jedoch auf die Bildung einer Koalitionsregierung verständigten, ging die PNL in die Opposition. Seit dem 20. März 2009 bekleidete Crin Antonescu das Amt des Parteivorsitzenden. Er trat auch als Kandidat der PNL zur Präsidentschaftswahl 2009 an und kam mit 20 % auf den dritten Platz. In der Stichwahl empfahl die PNL die Wahl Mircea Geoanăs von der PSD, es setzte sich aber der Amtsinhaber Băsescu durch.

## Sozial-Liberale Union 2012–14

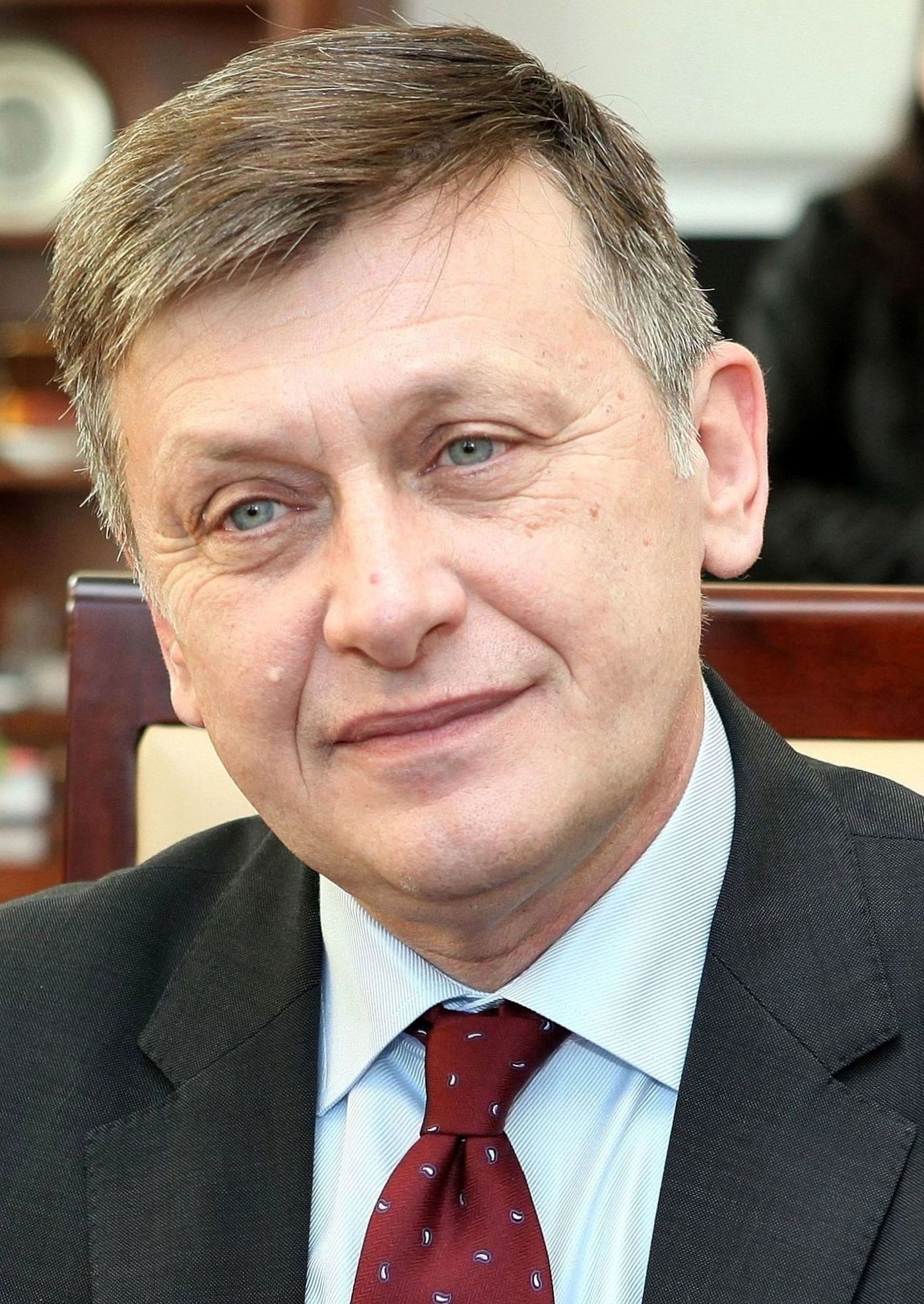
Crin Antonescu

Im April 2012 beteiligte sich die PNL an der Einbringung eines Misstrauensvotums gegen den parteilosen Ministerpräsidenten Mihai Răzvan Ungureanu. Nach dessen Sturz bildete sie zusammen mit der PSD und PC eine „Sozial-Liberale Union“ (USL) mit dem PSD-Vorsitzenden Victor Ponta als neuem Regierungschef. Bei den Parlamentswahlen am 9. Dezember 2012 (gewählt wurden Abgeordnetenkammer und Senat) erhielt die USL in beiden Kammern absolute Mehrheiten.
Infolge der Machtverschiebungen im rumänischen Parlament wurden mehrere Ämter neu besetzt; zahlreiche Gesetze wurden von der Regierung Ponta per Notfalldekret geändert. Der PNL-Vorsitzende Crin Antonescu wurde zunächst am 6. Juli 2012 zum neuen Präsidenten des rumänischen Senats gewählt, nach der Suspendierung von Staatspräsident Traian Băsescu wurde Antonescu zudem Interims-Präsident des Landes. Allerdings scheiterte das Amtsenthebungsverfahren gegen Băsescu, so dass er die Amtsgeschäfte wieder übernahm.
Im Februar 2014 zerbrach die „Sozialliberale Union“ nach einem wochenlangen Streit um eine Kabinettsumbildung. Unter anderem weigerte sich Premier Victor Ponta den Bürgermeister von Hermannstadt Klaus Johannis zum Innenminister und Vizepremier zu ernennen, wie es die PNL vorgeschlagen hatte. Premierminister Victor Ponta bildete am 5. März eine neue Regierung ohne Beteiligung der PNL. Die Partei befindet sich seitdem wieder in der Opposition.

## Präsidentenwahl 2014 und Fusion mit der PDL

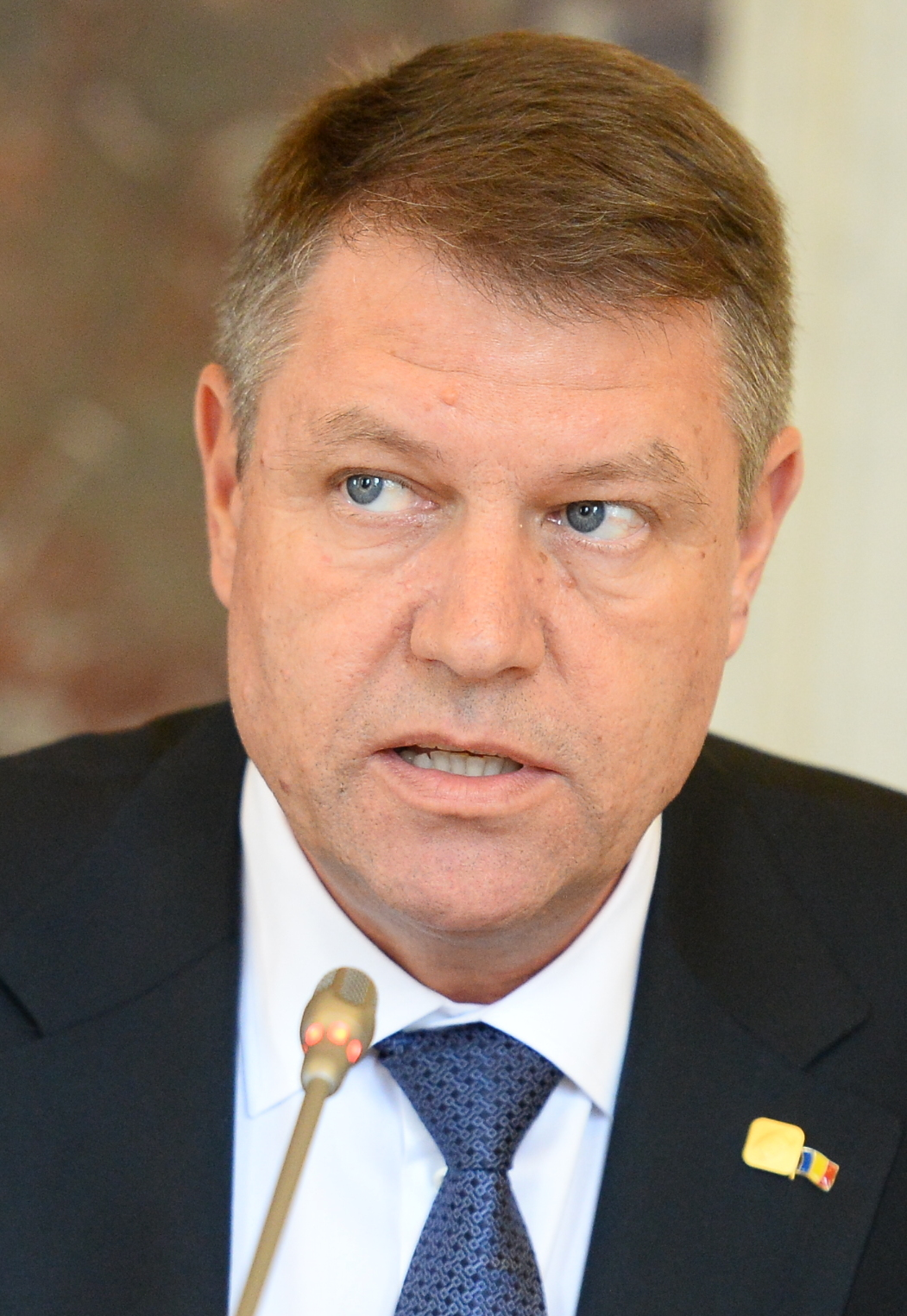
Klaus Johannis

Nach der Europawahl im Mai 2014 verließ die PNL – für viele Beobachter überraschend – die liberale ALDE-Fraktion im Europäischen Parlament und schloss sich der christdemokratischen EVP-Fraktion an. Als Grund wurde der Wunsch angegeben, eine wichtigere Rolle auf europäischer Ebene zu spielen (die EVP war zu der Zeit stärkste Fraktion im Europaparlament und stellte in vielen Mitgliedsstaaten den Regierungschef). Im September 2014 folgte entsprechend auch der Übertritt von der Europapartei ALDE zur EVP. Ein Teil der PNL, unter Führung des ehemaligen Parteivorsitzenden Călin Popescu-Tăriceanu wollte diesen Wechsel der europäischen Parteifamilie nicht mitgehen und gründete die Partidul Liberal Reformator (PLR), aus welcher wiederum ein Jahr später durch Fusion mit der Partidul Conservator (PC) die Alianța Liberalilor și Democraților hervorging (deren Abkürzung nicht zufällig auch ALDE lautet).
Nach der Europawahl 2014 trat Antonescu als Vorsitzender zurück und zu seinem Nachfolger wurde Klaus Johannis gewählt. Im November 2014 wurde Johannis zum rumänischen Präsidenten gewählt. Er setzte sich in der Stichwahl mit 54,4 % gegen den sozialdemokratischen Premier Victor Ponta durch. Johannis legte vor Übernahme des Präsidentenamtes den Parteivorsitz nieder. Ihm folgte Alina Gorghiu.
Am 17. November 2014 fusionierte die PDL mit der PNL, wobei letztere ihren Namen behielt. PDL-Vorsitzender Vasile Blaga war daraufhin für einige Monate neben Gorghiu Kovorsitzender der fusionierten Partei.
Nach dem schlechten Ergebnis der PNL bei der Parlamentswahl im Dezember 2016 trat Alina Gorghiu als Parteivorsitzende zurück. Raluca Turcan übernahm zunächst kommissarisch den Parteivorsitz. Am 17. Juni 2017 wurde der ehemalige Verkehrsminister Ludovic Orban zum neuen Parteivorsitzenden gewählt.

## Erfolgreiches Misstrauensvotum und erneute Regierungsverantwortung

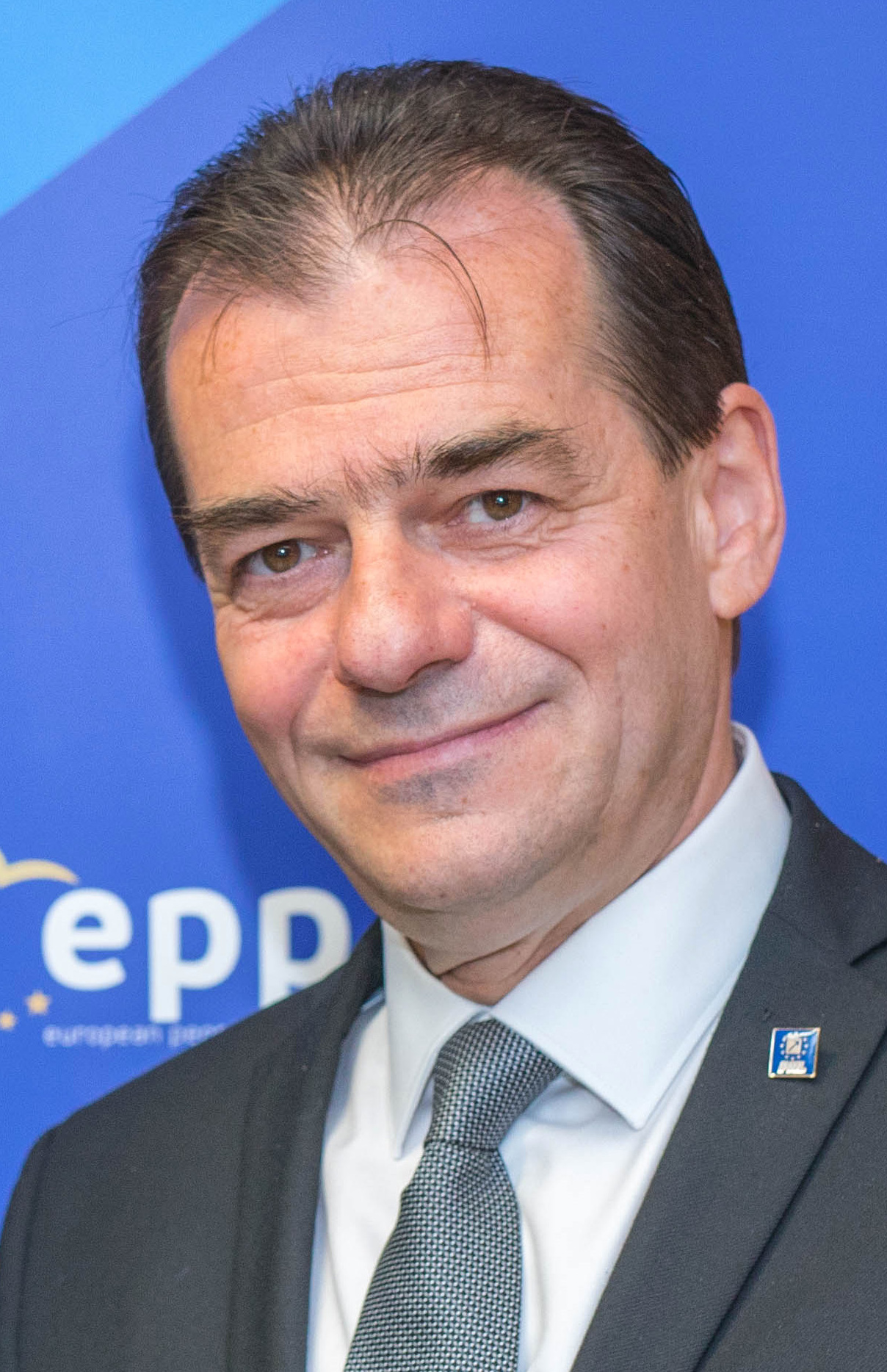
Ludovic Orban

Ende 2019 zerbrach die amtierende, PSD-geführte Regierung und wurde durch ein Misstrauensvotum abgewählt. Daraufhin wurde vom Staatspräsidenten Johannis der PNL-Vorsitzende Orban mit der Bildung einer Übergangsregierung beauftragt. Er führte seither mit einer Minderheitsregierung die Amtsgeschäfte, bis ein neues Parlament gewählt wird. Diese Wahl musste mit Ablauf der aktuellen Legislaturperiode Ende des Jahres 2020 stattfinden. Ein Anlauf zu vorgezogenen Neuwahlen wurde von der PSD und dem Verfassungsgericht blockiert.

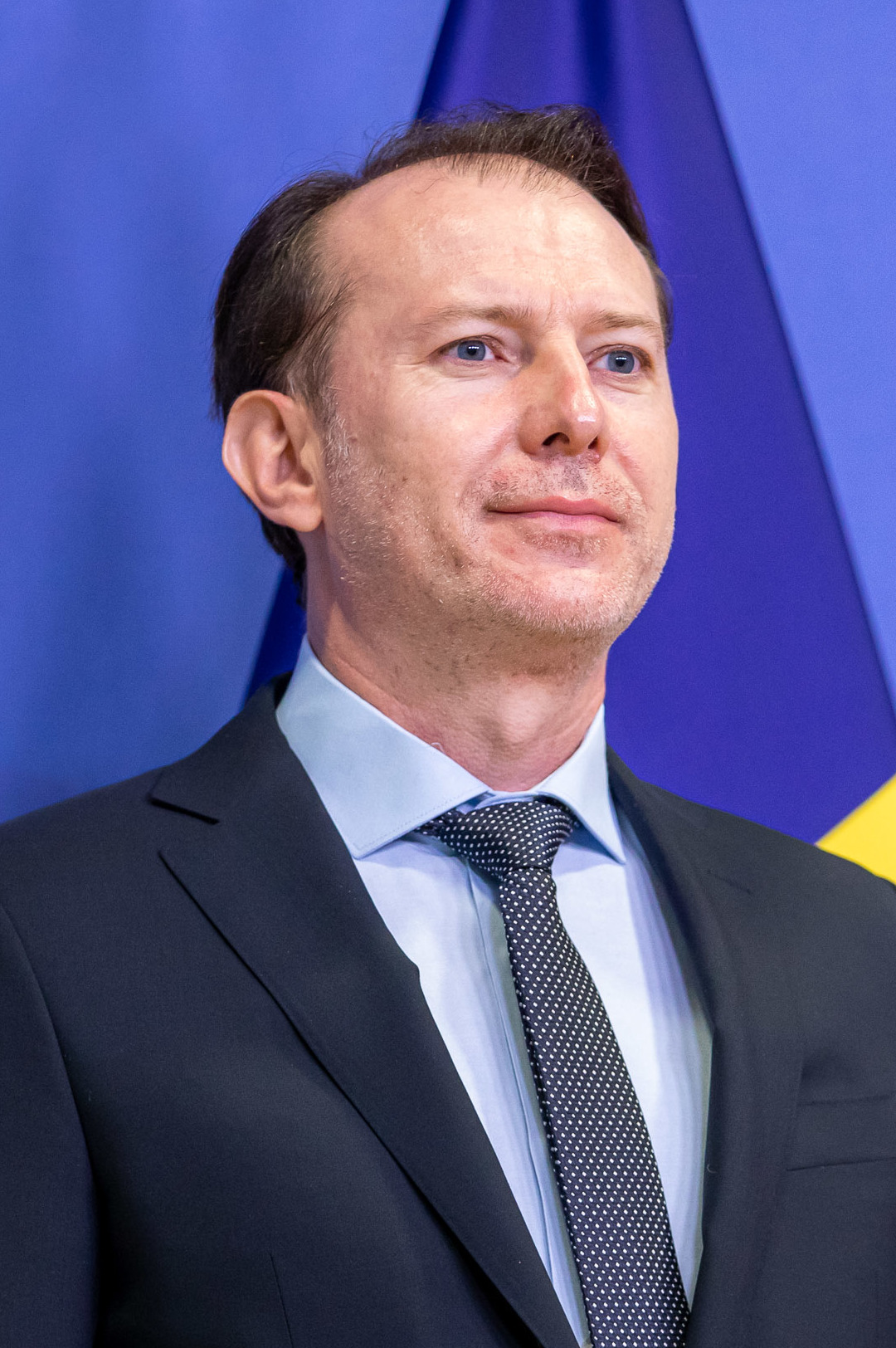
Florin Cîțu

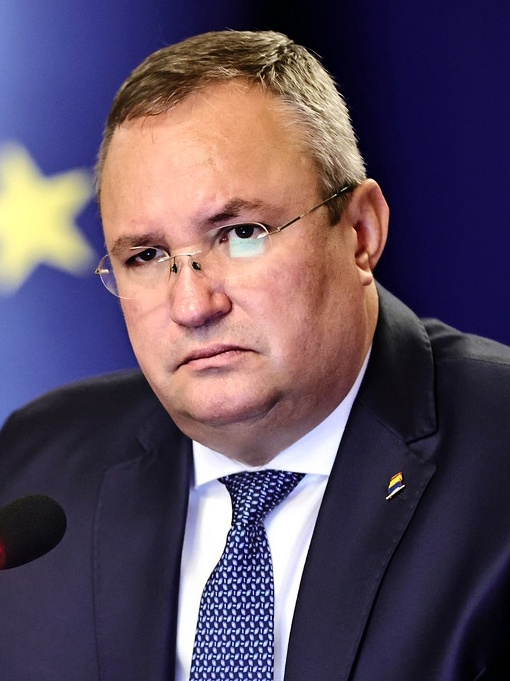
Nicolae Ciucă

Die letztlich regulär im Dezember 2020 stattfindenden Wahlen brachten der PNL zwar Stimmenzugewinne. Sie blieb aber deutlich hinter den Erwartungen und den Meinungsumfragen zurück. Hinter der PSD blieb die PNL lediglich zweitstärkste Kraft. Parteivorsitzender Ludovic Orban verzichtete auf eine erneute Nominierung als Ministerpräsident und schlug für dieses Amt Florin Cîțu vor. Dieser bildete daraufhin eine Regierung der PNL mit der USR-PLUS und der UDMR. Orban ließ sich zum Präsidenten der Abgeordnetenkammer wählen.
Im September 2021 zerbrach die Regierung. Gleichzeitig setzte sich Florin Cîțu bei der Neuwahl des Parteivorsitzes gegen Orban durch. Orban verließ daraufhin die Partei und gründete mit den Rechten Kräften (rumänisch: Forța Dreptei, FD) eine eigene politische Bewegung. Nach einer mehrmonatigen Regierungskrise bildete die PNL zusammen mit der PSD und der UDMR am 25. November 2021 eine neue „nationale Koalition“ auf breiter parlamentarischer Basis unter Vorsitz des bisherigen Verteidigungsministers Nicolae Ciucă (PNL). Im Rahmen dieser Koalition ließ sich PNL-Vorsitzender Florin Cîțu zum Präsidenten des Senates wählen. Innerhalb der Regierung ist verabredet, dass die PNL das Amt des Premierministers im weiteren Verlauf der Legislatur der PSD übergibt. Tatsächlich übergab Nicolae Ciucă seine Amtsgeschäfte als Premier am 15. Juni 2023 dem Vorsitzenden der PSD Marcel Ciolacu. Nachdem zwischenzeitlich Alina Gorghiu nach der Abwahl Cîțus den Senat kommissarisch geführt  hatte, übernahm Ciucă am 13. Juni 2023 die Senatpräsidentschaft.
Bereits am 2. April 2022 trat Florin Cîțu infolge von Differenzen hinsichtlich der Zusammenarbeit mit der PSD als Parteivorsitzender zurück. Ein Sonderparteitag wählte am 10. April 2022 mit 1.060 von 1.120 Stimmen (60 ungültige) den amtierenden Ministerpräsidenten Nicolae Ciucă zu seinem Nachfolger.
Nach dem schlechten Abschneiden der PNL bei den Parlaments- und Präsidentschaftswahlen 2024 – die PNL verlor rund 12 % der Stimmen (Abgeordnetenhaus) und Ciucă verfehlte mit 8,8 % der Stimmen die Stichwahl deutlich – trat  Nicolae Ciucă vom Parteivorsitz zurück. Ilie Bolojan übernahm die Parteiführung zunächst kommissarisch. Die PNL einigte sich mit der PSD und der UDMR auf eine Neuauflage der Nationalen Koalition. Bolojan beerbte Ciucă auch als Senatspräsident.

## Präsidenten/Vorsitzende der PNL (1875–1947)
- Ion C. Brătianu (1875–1891)
- Dimitrie Brătianu (1891–1892)
- Dimitrie A. Sturdza (1892–1909)
- Ion I. C. Brătianu (1909–1927)
- Vintilă Brătianu (1927–1930)
- Ion G. Duca (1930–1933)
- Dinu Brătianu (1934–1947)

## Präsidenten/Vorsitzende der PNL (seit 1990)
- Radu Câmpeanu (1990–1993)
- Mircea Ionescu-Quintus (1993–2001)
- Valeriu Stoica (2001–2002)
- Theodor Stolojan (2002–2004)
- Călin Popescu-Tăriceanu (2004–2009)
- Crin Antonescu (2009–2014)
- Klaus Johannis (2014)
- Vasile Blaga (Co-Vorsitz 2014–2016)
- Alina Gorghiu (Co-Vorsitz 2014–2016)
- Raluca Turcan (kommissarisch; 2016–2017)
- Ludovic Orban (2017–2021)
- Florin Cîțu (2021–2022)
- Gheorghe Flutur (kommissarisch; 2022)
- Nicolae Ciucă (2022–2024)
- Ilie Bolojan (kommissarisch; 2024–2025; ab 2025)
- Cătălin Predoiu (kommissarisch; 2025)

## Parlamentswahlen seit 1990
| Wahljahr | Senat  | Abgeordneten kammer | Reg. / Opp.                      | Bündnis |
| -------- | ------ | ------------------- | -------------------------------- | --- |
| 1990     | 7,06 % | 6,4 %               | teilw. Regierung                 | FSN, MER, und PDAR (1991–1992) |
| 1992     | 2,7 %  | 2,6 %               | Außerparlamentarische Opposition | — |
| 1996     | 30,7 % | 30,2 %              | Regierung                        | CDR (mit PNȚ-CD usw.), PD und UDMR/RMDSZ |
| 2000     | 7,5 %  | 6,9 %               | Opposition                       | — |
| 2004     | 31,8 % | 31,3 %              | Regierung                        | D.A. (mit PD) und UDMR/RMDSZ (2004–2007) UDMR/RMDSZ (2007–2008) |
| 2008     | 18,7 % | 18,6 %              | teilw. Regierung                 | PSD und PC im Kabinett Ponta I (2012) |
| 2012     | 60,1 % | 58,6 %              | teilw. Regierung                 | USL (mit PSD und PC) bis 2014 |
| 2016     | 20,4 % | 20,0 %              | teilw. Regierung                 | Minderheitsregierung (2019–2020) |
| 2020     | 25,6 % | 25,2 %              | Regierung                        | USR-PLUS und UDMR/RMDSZ (2020–2021) Coaliția Națională pentru România (CNR) PSD und UDMR/RMDSZ im Kabinett Ciucă (2021–2023) PSD im Kabinett Ciolacu I (2023–2024) |
| 2024     | 14,3 % | 13,2 %              | Regierung                        | Coaliția Națională pentru România (CNR) PSD und UDMR/RMDSZ im Kabinett Ciolacu II (2024–2025) PSD, USR, REPER und UDMR/RMDSZ im Kabinett Bolojan (seit 2025)       |

## Bedeutende PNL-Politiker
- Manolache Costache Epureanu, ehemaliger Ministerpräsident
- Theodor von Flondor
- Ion C. Brătianu, erster Parteivorsitzender (bis 1891)
- Dimitrie Brătianu, ehemaliger Ministerpräsident
- Ion I. C. Brătianu, fünfmal Premier und mehrmals Außenminister – auch während des Ersten Weltkrieges
- Dimitrie Alexandru Sturdza, viermal Ministerpräsident
- Petre S. Aurelian, ehemaliger Ministerpräsident
- Barbu Știrbey, Prinz und ehemaliger Ministerpräsident in 1927
- Gheorghe Tătărescu, ehemaliger Ministerpräsident
- Bebe Brătianu
- Petre Bejan
- Ion G. Duca, Ministerpräsident (1933 von Angehörigen der Eisernen Garde ermordet)
- Valeriu Stoica, ehemaliger Parteivorsitzender zwischen 2001 und 2002
- Radu Câmpeanu, erster Parteichef nach der Wiedergründung 1990
- Mircea Ionescu-Quintus, Justizpolitiker und Parteichef von 1993 bis 2001, anschließend Ehrenvorsitzender
- Dinu Patriciu, Unternehmer und Wirtschaftspolitiker
- Varujan Vosganian
- Theodor Stolojan, Ministerpräsident Anfang der 1990er-Jahre und später Parteichef (Parteiausschluss 2006)
- Călin Popescu-Tăriceanu, Premierminister 2004–2008 und Parteichef 2004–2009
- Mihai Răzvan Ungureanu, erster PNL-Außenminister seit der Zwischenkriegszeit und 2012 kurzzeitig Ministerpräsident (Parteiaustritt 2007)
- Hermann Fabini, ehemaliges Mitglied des rumänischen Senats
- Klaus Johannis, ehemaliger Bürgermeister von Hermannstadt/Sibiu 2000–2014 und Präsident Rumäniens 2014–2025
- Leonard Orban, Kommissar EU-Kommission Barroso, Ressort Mehrsprachigkeit
- Ludovic Orban, 2019–2020 Ministerpräsident und Parteichef (2017–2021, anschließend Parteiaustritt)
- Florin Cîțu, 2020–2021 Ministerpräsident und Parteichef (2021–2022)
- Nicolae Ciucă, 2021–2023 Ministerpräsident und Parteichef (2022–2024)